# 多明戈·巴涅斯

Commentaria in secundam secundae D. Thomae, 1586

多明戈·巴涅斯（Domingo Báñez，1528年—1604年），文艺复兴时期欧洲西班牙帝国多明我修道会修士之一。他是托马斯·阿奎那著作的研究者之一。同时他也担任了特雷萨·德·阿维拉的宗教顾问。